# Samuel Mbairabé Tibingar
Samuel Mbairabé Tibingar (Sahr, 27 luglio 1972) è un vescovo cattolico ciadiano, dal 12 agosto 2023 vescovo di Koumra.

## Biografia
Nato a Sahr nel 1972, compie gli studi presso il seminario St. Luc de Bakara ed è ordinato presbitero il 26 novembre 2005  
Si trasferisce in Italia per completare i propri studi teologici: tra il 2007 e il 2011 al Pontificio Istituto Biblico di Roma e tra il 2011 e il 2016 alla Facoltà Teologica dell'Italia centrale a Firenze; inoltre diviene membro attivo del clero fiorentino, dove svolgerà il proprio ministero nella parrocchia dei santi Martino e Giusto.
Tornato in patria nel 2017, si insedierà come docente nel seminario di Sahr, del quale ne diviene rettore nel 2021: fino alla costituzione della diocesi di Koumra era vicario generale dell'arcidiocesi di N'Djamena.
Il 12 agosto 2023 papa Francesco erige Koumra a diocesi e lo nomina vescovo: viene ordinato l'11 novembre successivo, consacrante è stato mons. Edmond Djitangar e co-consacranti i vescovi Giuseppe Laterza e Miguel Ángel Sebastián Martínez.

## Genealogia apostolica
La genealogia episcopale è:
- Cardinale Scipione Rebiba
- Cardinale Giulio Antonio Santori
- Cardinale Girolamo Bernerio, O.P.
- Arcivescovo Galeazzo Sanvitale
- Cardinale Ludovico Ludovisi
- Cardinale Luigi Caetani
- Cardinale Ulderico Carpegna
- Cardinale Paluzzo Paluzzi Altieri degli Albertoni
- Papa Benedetto XIII
- Papa Benedetto XIV
- Papa Clemente XIII
- Cardinale Enrico Benedetto Stuart
- Papa Leone XII
- Cardinale Chiarissimo Falconieri Mellini
- Cardinale Camillo Di Pietro
- Cardinale Mieczysław Halka Ledóchowski
- Cardinale Jan Maurycy Paweł Puzyna de Kosielsko
- Arcivescovo Józef Bilczewski
- Arcivescovo Bolesław Twardowski
- Arcivescovo Eugeniusz Baziak
- Papa Giovanni Paolo II
- Cardinale Jozef Tomko
- Arcivescovo Goetbé Edmond Djitangar
- Vescovo Samuel Mbairabé Tibingar